# Kazuya Yoshii
Kazuya Yoshii (吉井和哉, Yoshii Kazuya, Tóquio, 8 de outubro de 1966), também conhecido outrora como Yoshii Lovinson é um músico, compositor e cantor japonês, que fez fama na banda de Rock and Roll dos anos 1990, The Yellow Monkey, sendo considerado por um número significativo de pessoas, como um dos maiores ícones do Rock Japonês. Atualmente tem uma sólida e elogiada carreira solo.

## The Yellow Monkey
Kazuya Yoshii começou muito cedo no mundo artístico, sendo guitarrista da banda Urgh Police, mas seu talento como letrista e intérprete só veio com a banda The Yellow Monkey, em que fez sucesso na década de 1990. Muito influenciado por Rolling Stones, David Bowie, T. Rex e John Lennon, Yoshii, já no início de carreira, mostrava seu talento como performer no palco, chamando a atenção do público. Nos primeiros anos do The Yellow Monkey, havia no Japão a moda do
Visual Kei, em que os artistas de Rock usavam maquiagens, ora pesadas, ora andróginas; e a banda, junto com o X Japan, o Buck-Tick e o Luna Sea, foi a grande responsável pelo sucesso do estilo e a ascensão meteórica do Rock no país.
Todavia, o The Yellow Monkey até meados de 1994 ainda era uma banda indie, longe do grande público, Yoshii os intitulava como Paranoia Band, devido às letras sarcásticas e, por vezes, de cunho altamente sexual. Dos diversos personagens que criou durante este período, destacava-se Jaguar, um jovem que foi morto na 2ª Guerra Mundial; e que aparece nas canções Silk Scarf ni Boushi no Madame e Second Cry.
A partir de 1995, com o sucesso estrondoso dos álbuns Smile e Four Seasons, lançados no mesmo ano, a banda tornou-se Major, passando a ser considerada um dos gigantes do rock japonês.Apesar, de terem
feito vários shows na Europa, com relativo sucesso, a banda nunca foi muito conhecida no ocidente. Contudo, é talvez, o
grupo de rock japonês com mais bandas covers/tributos, inclusive fora do Japão; notando-se por exemplo um número enorme de fãs
na Coreia do Sul, Taiwan e em países como Indonésia; talvez só superados pelo famoso X Japan.
O The Yellow Monkey sempre manteve o sucesso até seu hiato em 2001 e seu término oficial em 2004.

## Carreira Solo
Após o fim do The Yellow Monkey, Yoshii, usando por vezes o nome artístico Yoshii Lovinson embarcou em sua carreira solo, que muito considerariam uma continuação da banda, já que Kazuya era responsável por quase todas as canções. Porém, o compositor mostrou uma outra direção musical, passeando entre canções melódicas e o bom e velho Rock and Roll. As influências, especialmente de David Bowie e da banda T. Rex, continuaram, porém, num parâmetro entre sua carreira solo e o The Yellow Monkey, seu som soa mais acessível e bem mais comportado.
Seu primeiro álbum saiu em 2004, intitulado At the Black Hole, alcançando considerável sucesso. No final do mesmo ano, o guitarrista Hideaki Kikuchi e ex-companheiro do The Yellow Monkey, juntou-se a ele como guitarrista suporte.
Em 2005, lançou seu segundo álbum, White Room, superando o primeiro em reconhecimento. O álbum lhe rendeu uma grande turnê pelo Japão, que rendeu um DVD, Still Alive - Yoshii Lovinson Tour 2005 At the White Room. No fim daquele ano, Kazuya decide abandonar o nome Yoshii Lovinson, sendo sua última apresentação no show Dream Power John Lennon Super Live 2005.
Em 2006, lançou o álbum 39108 e participou do tributo ao Nirvana chamado All Apologies.
Já em 2007, Yoshii lança o single Winner que foi usado como tema do filme Goal!2. E no ano seguinte, lançou o excelente Hummingbird in Forest of Space, seu quarto álbum de estúdio, que rendeu outra grande turnê pelo Japão. A canção Bakka está neste disco e é uma das mais conhecidas de sua carreira solo.
Em 2008 lançou Dragon Head Miracle, um disco ao vivo que teve boa repercussão.
Em 2009, Volt é lançado, com boas sonoridades e mais um pouco de ocidentalização nas canções, com destaque para a música Birmania, que tornou-se um de seus maiores hits, e cujo clipe tornou-se bastante badalado devido à participação do ator Takayuki Yamada, fã assumido da banda The Yellow Monkey. Volt é considerado por alguns fãs como o melhor disco solo de Kazuya, embora todo o seu trabalho seja equilibrado.
Em Fevereiro de 2011 Kazuya lança um novo single depois de quase 2 anos, Love and Peace, chegando a ficar em 5º lugar em vendas na ORICON. Em Janeiro do mesmo ano, é lançado o álbum The Apples que alcançou o primeiro lugar da ORICON, feito que Kazuya tinha atingido pela última vez em 1998 com o álbum Punch Drunkard do The Yellow Monkey.

## Fora da Música
Kazuya já lançou alguns livros, incluindo duas biografias e um livro de poemas. Também já teve dois programas em algumas rádios japonesas, incluindo o programa MIDNIGHT ROCK CITY.

## Vida pessoal
Yoshii se casou pela primeira vez em meados de 1988 e se divorciou cerca de dez anos depois. O casal teve três filhas e um filho. Em outubro de 2011, conheceu Kaori Manabe e se casou com ela em 2015,  quando estava grávida.

## Discografia
com The Yellow Monkey
- Bunched Birth (disco independente, 1991)
- The Night Snails and Plastic Boogie (1992)
- Experience Movie (1993)
- Jaguar Hard Pain (1994)
- Smile (1995)
- Four Seasons (1995)
- Sicks (1996)
- Punch Drunkard (1998)
- 8 (2000)
- 9999 (2019)

Carreira Solo / Yoshii Lovinson
- - At the Black Hole (2004)
  - White Room (2005)
  - 39108 (2006)
  - Hummingbird in Forest of Space (2007)
  - Dragon Head Miracle (2008)
  - Volt (2009)
  - The Apples (2011)